# الإقامة في بيت الرجل
في الأنثروبولوجيا الاجتماعية، الإقامة في بيت الرجل أو إقامة الزوجة مع أهل الزوج، هي مصطلحات تشير إلى النظام الاجتماعي الذي يقيم فيه الزوجان مع أو بالقرب من والدي الزوج. ويمكن أن يمتد مفهوم الموقع إلى منطقة أوسع مثل قرية أو بلدة أو إقليم عشائري. وقد تم العثور على هذه الممارسة في حوالي 70 في المائة من الثقافات الإنسانية الحديثة في العالم والتي تم وصفها من الناحية الإثنوغرافية. كما تم العثور على أدلة أثرية لهذه الممارسة بين بقايا النياندرتال في إسبانيا وبالنسبة للبشر القدماء في أفريقيا.

## الوصف

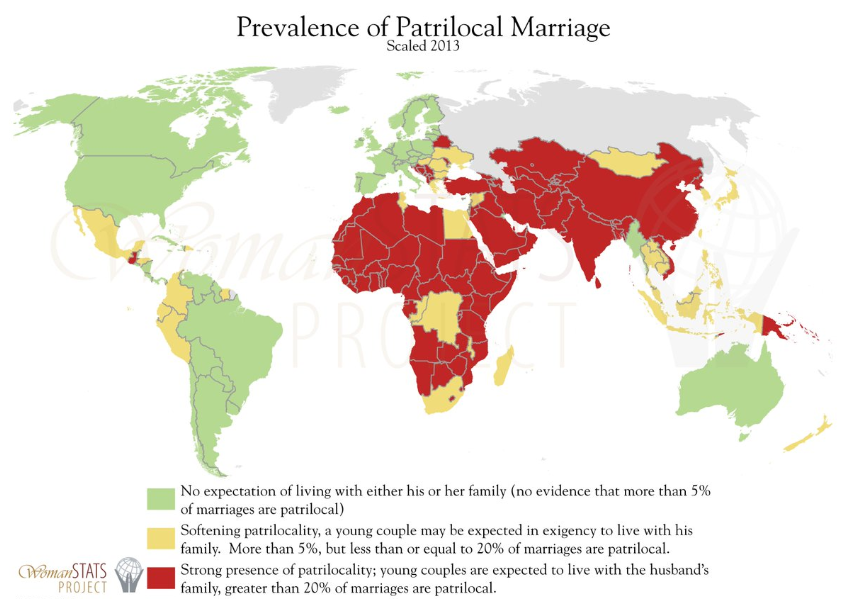
انتشار زواج الإقامة مع أسرة الزوج

في هذا المجتمع، عندما يتزوج الرجل، تنضم زوجته إليه في منزل والده أو مجمعه، حيث يربيان أطفالهما. هؤلاء الأطفال سيتبعون نفس النمط سيبقى الأبناء والبنات ينتقلن للعيش مع أهل أزواجهن. وتضطلع الأسر التي التي تكون الإقامة فيها في بيت الأب بصفة عامة بالملكية المشتركة لمصادر محلية. ويقود الأسرة عضو كبير، يدير أيضاً عمل جميع الأعضاء الآخرين.
ويمكن اعتبار الإقامة بمحل الزوجة عكس الإقامة في بيت الزوج. ومع ذلك، بما أن غالبية المجتمعات تظهر على الأقل درجة ما من السلطة الأبوية، فإن الأخوة (أو أخوة الأمهات) في معظم المجموعات الأمومية هم رموز السلطة، وليس الزوجات أو الأمهات أنفسهم.
وكانت النظريات المبكرة التي تفسر محددات الإقامة بعد الزواج (مثل لويس هنري مورغان، أو إدوارد تيلور، أو جورج بيتر موردوك) تربط بين هذه المسألة وتقسيم العمل الجنسي. بيد أن الاختبارات عبر الثقافية لهذه الفرضية، التي أجريت حتى الآن باستخدام عينات من جميع أنحاء العالم، لم تجد أي علاقة هامة بين هذين المتغيرين. ومع ذلك، تبين اختبارات كوروستي إيف أن مساهمة المرأة في المعيشة ترتبط ارتباطاً كبيراً بالإقامة في محل الزوجة (على عكس الإقامة في محل الزوج) عموماً؛ غير أن هذه العلاقة تتستر بعامل عام متعدد الزوجات.

## وصلات خارجية
- Chart and explanation of patrilocal residence